# Notiomaso grytvikensis
Espèce
Synonymes
- Perimaso grytvikensis Tambs-Lyche, 1954

Notiomaso grytvikensis est une espèce d'araignées aranéomorphes de la famille des Linyphiidae.

## Distribution
Cette espèce est endémique de Géorgie du Sud.

## Étymologie
Son nom d'espèce, composé de grytvik[en] et du suffixe latin -ensis, « qui vit dans, qui habite », lui a été donné en référence au lieu de sa découverte, Grytviken.

## Publication originale
- Tambs-Lyche, 1954 : Arachnoidea from South Georgia and the Crozet Islands with remarks on the subfamily Masoninae. Scientific Results of The Norwegian Antarctic Expeditions, vol. 35, p. 1-19.